# Daniel Jimenez
Daniel Jimenez (ur. 14 kwietnia 1988) – belizeński piłkarz występujący na pozycji napastnika, obecnie zawodnik Belize Defence Force.

## Kariera klubowa
Jimenez rozpoczynał karierę piłkarską w zespole Belize Defence Force FC. Już w swoim debiutanckim sezonie 2010/2011 wywalczył ze swoim zespołem mistrzostwo kraju.

## Kariera reprezentacyjna
W seniorskiej reprezentacji Belize Jimenez zadebiutował 26 marca 2008 w zremisowanym 1:1 spotkaniu z Saint Kitts i Nevis w ramach eliminacji do Mistrzostw Świata 2010. Ostatecznie jego zespół nie zdołał się zakwalifikować na mundial. Premierowego gola w kadrze narodowej strzelił 18 stycznia 2011 w rozgrywkach Copa Centroamericana, w zremisowanej 1:1 konfrontacji z Nikaraguą. Wziął także udział w eliminacjach do Mistrzostw Świata 2014, podczas których wpisał się na listę strzelców w wygranym 3:1 meczu z Montserratem, jednak Belizeńczycy ponownie nie zakwalifikowali się na światowy czempionat.